# Jana Kłoczkowa
Jana Ołeksandriwna Kłoczkowa, ukr. Яна Олександрівна Клочкова (ur. 7 sierpnia 1982 w Symferopolu) – ukraińska pływaczka, 4-krotna mistrzyni olimpijska w stylu zmiennym.
4 tytuły w stylu zmiennym na igrzyskach olimpijskich w Sydney i Atenach powodują uznanie Kłoczkowej jako najlepszej pływaczki w stylu zmiennym w ostatnich latach. Do tytułów olimpijskich dochodzą jeszcze 4 tytuły mistrzyni świata na długim basenie i 5 na krótkim oraz 10 tytułów mistrzyni Europy na długim basenie i 9 na krótkim.
W 2004 uznano Janę Kłoczkową najlepszą pływaczką świata.

## Tytuły

### Igrzyska olimpijskie
- 2000 Sydney: 200 m stylem zmiennym
- 2000 Sydney: 400 m stylem zmiennym
- 2004 Ateny: 200 m stylem zmiennym
- 2004 Ateny: 400 m stylem zmiennym

### Mistrzostwa świata na długim basenie
- Fukuoka: 400 m stylem dowolnym
- Fukuoka: 400 m stylem zmiennym
- Barcelona: 200 m stylem zmiennym
- Barcelona: 400 m stylem zmiennym

### Mistrzostwa świata na krótkim basenie
- 1999, Hongkong: 400 m stylem zmienny
- 2000, Ateny: 200 m stylem zmiennym
- 2000, Ateny: 400 m stylem zmiennym
- 2002, Moskwa: 400 m stylem dowolnym
- 2002, Moskwa: 200 m stylem zmiennym
- 2002, Moskwa: 400 m stylem zmiennym

### Mistrzostwa Europy na długim basenie
- 1999, Stambuł: 200 m stylem zmiennym
- 1999, Stambuł: 400 m stylem zmiennym
- 2000, Helsinki: 400 m stylem dowolnym
- 2000, Helsinki: 200 m stylem zmiennym
- 2000, Helsinki: 400 m stylem zmiennym
- 2002, Berlin: 400 m stylem dowolnym
- 2002, Berlin: 200 m stylem zmiennym
- 2002, Berlin: 400 m stylem zmiennym
- 2004, Madryt: 200 m stylem zmiennym
- 2004, Madryt: 400 m stylem zmiennym

### Mistrzostwa Europy na krótkim basenie
- 1999, Lizbona: 400 m stylem dowolnym
- 1999, Lizbona: 800 m stylem dowolnym
- 1999, Lizbona: 200 m stylem zmiennym
- 1999, Lizbona: 400 m stylem zmiennym
- 2000, Walencja: 200 m stylem zmiennym
- 2000, Walencja: 400 m stylem zmiennym
- 2001, Antwerpia: 200 m stylem zmiennym
- 2002, Riesa: 200 m stylem zmiennym
- 2002, Riesa: 400 m stylem zmiennym

### Uniwersjada
- 2003, Daegu: 200 m stylem dowolnym
- 2003, Daegu: 200 m stylem motylkowym
- 2003, Daegu: 200 m stylem zmiennym
- 2003, Daegu: 400 m stylem zmiennym

## Pozostałe medale
- 2004, Ateny: srebrny medal na 800 m stylem dowolnym – Igrzyska olimpijskie
- 1998, Perth: srebrny medal na 400 m stylem zmiennym – Mistrzostwa Świata
- 2001, Fukuoka: srebrny medal na 200 m stylem zmiennym – Mistrzostwa Świata
- 1997, Wiedeń: srebrny medal na 400 m stylem zmiennym – Mistrzostwa Europy
- 1997, Wiedeń: brązowy medal na 400 m stylem zmiennym – Mistrzostwa Europy
- 1999, Stambuł: brązowy medal na 400 m stylem dowolnym – Mistrzostwa Europy
- 2002, Berlin: brązowy medal na 4 × 100 m stylem zmiennym – Mistrzostwa Europy
- 2004, Madryt: brązowy medal na 400 m stylem dowolnym – Mistrzostwa Europy
- 1999, Hongkong: srebrny medal na 200 m stylem zmiennym – Mistrzostwa Świata (krótki basen)
- 2000, Ateny: srebrny medal na 400 m stylem dowolnym – Mistrzostwa Świata (krótki basen)
- 2001, Antwerpia: srebrny medal na 400 m stylem zmiennym – Mistrzostwa Europy (krótki basen)
- 2001, Antwerpia: srebrny medal na 400 m stylem dowolnym – Mistrzostwa Europy (krótki basen)
- 2002, Riesa: srebrny medal na 400 m stylem dowolnym – Mistrzostwa Europy (krótki basen)
- 2007, Bangkok: srebrny medal na 200 m stylem dowolnym – Uniwersjada

## Wyróżnienia
- 2004: Pływaczka Roku na Świecie
- 2004: Pływaczka Roku w Europie

## Odznaczenia
- Złota Gwiazda Bohatera Ukrainy[1]
- Order „Za zasługi” III klasy[2]
- Order Księżnej Olgi I klasy[3]
- Order Księżnej Olgi III klasy[4]